# نرنیا
نرنیا دهستانی در استان آستوریاس اسپانیا است.
در این دهستان ۴٬۴۵۲ نفر زندگی می‌کنند. مساحت این دهستان ۵٫۲۹ کیلومتر مربع است.

## نگارخانه

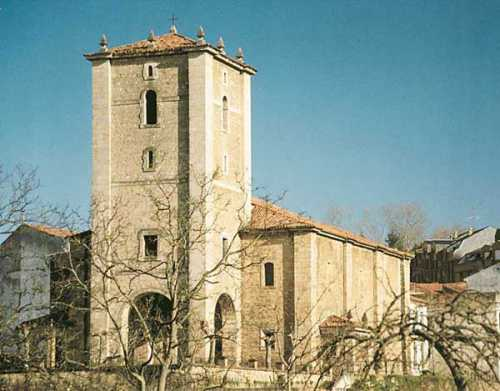
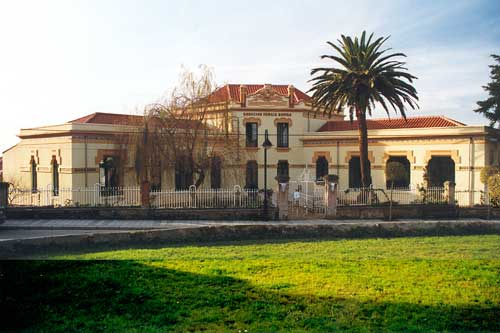
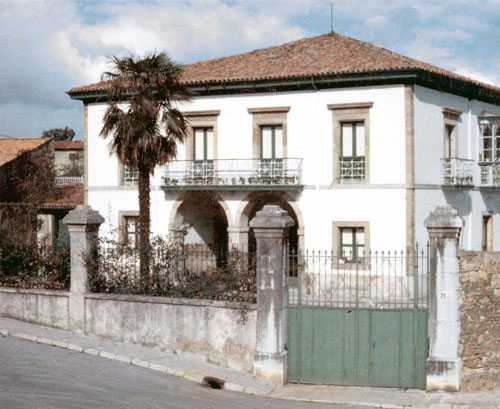
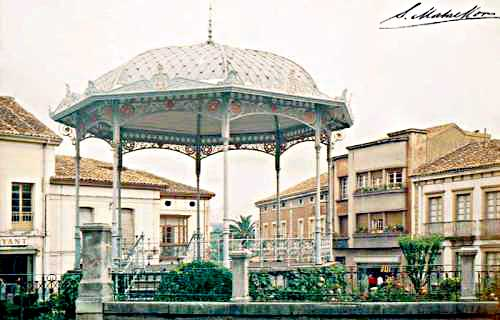
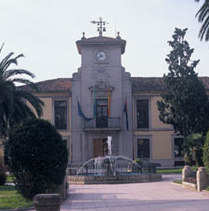